# Парозубчик іржавий
Парозубчик іржавий (Didymodon ferrugineus) — вид мохів порядку потіальних (Pottiales).

## Поширення
Батьківщиною є Європа, Північна Америка, Азія.
Населяє ґрунт, уступи та відслонення, вапняк, тундра, вологі ділянки; від низьких до помірних висот (60–1400 метрів).

## Характеристика
Рослини зазвичай червоно-бурі. Стебла до 2.5 см. Стеблові листки від притиснутих до розпростертих коли сухі, сильно відігнуті й кілеві у вологому стані, одноморфні, від яйцювато-трикутної до яйцеподібно-ланцетної, 0.8–2 мм. Спеціалізованого нестатевого розмноження немає. Коробочкові ніжки 0.6–1.2 см. Коробочка 0.7–1.5 мм. Спори 7–9 мкм. Коробочки дозрівають взимку й навесні.